# Нижнедолговский
Нижнедолговский — хутор в Нехаевском районе Волгоградской области России, административный центр Нижнедолговского сельского поселения.
Население - 530 (2010).

## История
Основан как хутор Долговский станицы Луковской Хопёрского округа Области Войска Донского. В 1859 году на хуторе проживало 92 души мужского и 94 женского пола.
Согласно переписи 1873 года на хуторе проживали 283 мужчины и столько же женщин, в хозяйствах жителей насчитывалось 267 лошадей, 244 пары волов, 882 головы прочего рогатого скота и 1467 голов овец. Не позднее 1897 года из состава хутора выделился хутор Верхнедолговский. Хутор получил название Нижнедолговский.
Согласно переписи населения 1897 года на хуторе проживали 263 мужчины и 271 женщина. Большинство населения было неграмотным: грамотных мужчин — 93 (35,4 %), женщин — 3 (1,1 %).
Согласно алфавитному списку населённых мест Области Войска Донского 1915 года земельный надел хутора составлял 1734 десятины, проживало 348 мужчин и 368 женщин.
С 1928 года хутор в составе Нехаевского района Нижневолжского края (впоследствии - Сталинградского края, Сталинградской области, Балашовской области, Волгоградской области).

## География
Хутор расположен на реке Тишанка (правый приток Хопра), при устье балки Долгая, в пределах Калачской возвышенности, относящейся к Восточно-Европейской равнине, на высоте около 150 метров над уровнем моря. Рельеф местности - холмисто-равнинный, сильно расчленённый овражно-балочной сетью. Почвы - чернозёмы обыкновенные
По автомобильным дорогам расстояние до районного центра станицы Нехаевской - 23 км, до областного центра города Волгограда - 390 км, до ближайшего города Урюпинска - 55 км
Климат
Климат умеренный континентальный (согласно классификации климатов Кёппена - Dfb). Среднегодовая температура воздуха положительная и составляет + 6,7 °C. Средняя температура самого холодного января -9,1 °С, самого жаркого месяца июля +21,3 °С. Многолетняя норма осадков - 488 мм. В течение года количество осадков распределено относительно равномерно: наименьшее количество осадков выпадает в феврале (норма осадков - 28 мм), наибольшее количество - в июне (52 мм).
Часовой пояс
Нижнедолговский, как и вся Волгоградская область, находится в часовой зоне МСК (московское время). Смещение применяемого времени относительно UTC составляет +3:00.

## Население
Динамика численности населения по годам:
| 1859 | 1873 | 1897 | 1915 | 1989 | 2002 |
| ---- | ---- | ---- | ---- | ---- | ---- |
| 186  | 566  | 534  | 716  | ≈730 | 693  |

| 2010 |
| ---- |
| 530  |